# Boy (I Need You)
Pour les articles homonymes, voir Boy.
Singles de Mariah Carey
Through the Rain
(2002) I Know What You Want
(2003)
Boy (I Need You) est une chanson de la chanteuse américaine Mariah Carey, sortie le 26 novembre 2002. Le titre est le second extrait de son 9e opus studio Charmbracelet. Le titre est écrit par Mariah Carey, Justin Smith, Norman Whitfield, Cameron Giles et composé par Mariah Carey et Just Blaze. Il contient la collaboration du rappeur Cam'Ron.

## Genèse
La chanson dévoile les désirs d'une femme envers un homme. Cette version est reprise/ réponse au titre Oh Boy de Cam'Ron, sortie l'année d'avant

## Accueil
La chanson reçoit des critiques mitigées. Le single atteint la 68e place au Billboard Hip-Hop/R&B Songs Chart et atteint la 57e place à l'US Hot Singles Sales Chart. La chanson atteint le top 20 au Royaume-Uni, tandis qu'elle s'érige dans le top 40 en Australie, aux Pays-Bas, en Irlande et en Nouvelle-Zélande.

## Clip vidéo
Le vidéoclip est dirigé par Joseph Kahn. Il y dévoile la chanteuse en train de faire une course de voiture et en train de promener son chien à travers une esthétique très asiatique mêlant ainsi son alter ego Bianca.

## Remixes
Le titre bénéficie d'un remix de Copenhiacs, Topnotch et d'un remix accompagnés des rappeurs Cam'Ron, Juelz Santana, Jimmy Jones & Freeway.

## Format et liste des pistes
- CD single — part 1[réf. nécessaire]

1. Boy (I Need You) (featuring Cam'Ron)
2. Boy (I Need You) [Remix] (featuring Cam'Ron, Juelz Santana, Jimmy Jones ry Freeway)
3. Boy (I Need You) [Copenhaniacs Remix]
4. Boy (I Need You) [Enhanced Music Video]

- CD single — part 2[réf. nécessaire]

1. Boy (I Need You) (featuring Cam'Ron)
2. Boy (I Need You) [Street Remix]
3. Boy (I Need You) [Topnotch L8 Mix]
4. Boy (I Need You) [Topnotch Tox Mix]

- 12" Vinyl"[réf. nécessaire]

1. Boy (I Need You) [Radio Edit] (featuring Cam'Ron)
2. Boy (I Need You) [LP Version] (featuring Cam'Ron)
3. Boy (I Need You) [Instrumental]
4. Boy (I Need You) [Acapella]

## Classement hebdomadaire
| Classement (2003)                                   | Meilleure position |
| --------------------------------------------------- | ------------------ |
| Australie (ARIA)                                    | 29                 |
| Belgique (Wallonie Ultratip 50)                     | 6                  |
| Canada (Jam! Canoe)                                 | 32                 |
| Espagne (PROMUSICAE)                                | 19                 |
| États-Unis (Hot Singles Sales)[réf. nécessaire]     | 57                 |
| États-Unis (Hot R&B/Hip-Hop Songs)[réf. nécessaire] | 68                 |
| Europe (Hot 100)                                    | 91                 |
| France (SNEP)                                       | 51                 |
| Allemagne (Media Control AG)                        | 73                 |
| Irlande (IRMA)                                      | 40                 |
| Nouvelle-Zélande (RMNZ)                             | 45                 |
| Pays-Bas (Single Top 100)                           | 35                 |
| Royaume-Uni (UK Singles Chart)                      | 17                 |
| Suède (Sverigetopplistan)                           | 78                 |